# مسجد شارع تشي إي
مسجد شارع تشي إي (بالصينية:起义街清真寺) هو مسجد في حي ووجانج بمدينة ووهان التابعة لمقاطعة خوبى ، الصين . 

## هندسة معمارية
يغطي مجمع المسجد مساحة 2300 م 2 يسع لـ 500 مصل. 

## وسائل النقل
يمكن الوصول للمسجد عبر مترو ووهان بقرب محطة طريق شو إي (بالصينية:首义路站)